# Colibri de Matthews
Boissonneaua matthewsii
Espèce
Statut de conservation UICN

 LC  : Préoccupation mineure
Statut CITES
Le Colibri de Matthews (Boissonneaua matthewsii) est une espèce de colibris (famille des Trochilidae) présents en Colombie, Équateur et Pérou.
Cette espèce habite les forêts tropicales et subtropicales humides de montagne. On la trouve aussi sur des sites d'anciennes forêts fortement dégradées.

Carte de répartition de l'espèce